# 両国梶之助
両国 梶之助（りょうごく かじのすけ、1962年7月30日 - ）は、長崎県長崎市出身で出羽海部屋に所属した元大相撲力士。本名は小林 秀昭（こばやし ひであき）。出羽海部屋伝統の四股名である両國（兩國）梶之助を襲名した者は9人存在するが新字体の両国表記のみの者は当人だけである。巨腹を活かした右四つでの寄りが武器であった。現在は年寄・境川。境川部屋師匠を務めている。

## 来歴

### 長崎の怪童、日大相撲部へ
1962年7月30日に長崎県長崎市で溶接工を営む家に二男として生まれる。長崎市立茂木小学校・長崎市立茂木中学校では柔道・ソフトボール・サッカーなど様々なスポーツで鳴らし、長崎県立諫早農業高等学校進学後は、高校の卒業生からの勧めで相撲を始めた。この時点で既に182cm・110kgに達していたが、巨躯に物を言わせるだけの取り口で、相撲に関する基本的な技術をほとんど知っていなかったために活躍できなかった。高校卒業時で135kgに達していたことから角界関係者からスカウトされるが、当時は大相撲の道へ進む意志がなく、日本大学へ進学して相撲部に所属した。
日本大学では主将を務め、個人戦より団体戦で力を発揮し、全国学生相撲選手権大会で準優勝に導く活躍を見せた。3年生で腰の負傷から1年近くを棒に振ったが、4年生では腰の状態も回復して調子を取り戻したため、大学卒業後に角界入りする決意を固めた。小林の元には花籠部屋と出羽海部屋からスカウトされたが、出羽海が同郷であることと、大学の先輩・出羽の花からの電話での「うちの親方は大きな人だから」という一言が決め手となり、出羽海部屋へ入門した。

### 幕内昇進～現役引退
1985年3月場所において、大学時代からのライバルである栃乃和歌清隆（明治大学）と共に幕下付出で初土俵を踏んだ。その後も栃乃和歌と競い合いながら精進し、1986年3月場所で新十両昇進、1987年3月場所で新入幕を果たすと同時に、四股名を「小林山」から出羽海部屋伝統の「両国」へ、下の名も1989年9月場所から「梶之助」へそれぞれ改名した。入幕から2場所連続で勝ち越したことで同年7月場所では早くも小結へ昇進し、早くも大関候補として周囲から期待されたが、何度か好機がありながら関脇には昇進できず、幕内中位に甘んじていた。
その後も小結から前頭上位を行ったり来たりしていたが、千代の富士貢を3度に渡って破るなど「千代の富士キラー」ぶりを発揮し、再度の関脇昇進を目指していた。しかし、1992年7月場所で左大腿部屈筋を挫傷する重傷を負ったため、12日目から途中休場となる。大学時代に痛めた腰の負傷によって、以降は思うような相撲が取れなくなり、同年11月場所では2勝13敗と大きく負け越して十両陥落、さらにその十両でも腰の怪我によって途中休場したことで、1993年1月場所では幕下転落が確定的になっていた。このため、1992年12月に現役引退を発表し、年寄・中立を襲名した。

### 引退後、独立
現役引退後の1998年5月場所終了後、出羽海部屋から分家・独立して「中立部屋」を創設した。2003年1月場所終了後には、元師匠である境川と名跡を交換して年寄・境川を襲名、部屋名も「境川部屋」となった。出羽海部屋からの分家・独立は、昭和以降では一門から破門された九重部屋を含めると3例目だが、円満に独立した点では武蔵川部屋（現：藤島部屋）以来2例目となる。なお、先代境川から独立を拒否された場合は退職して長崎に帰郷するつもりであったという。部屋設立当初は担保がなく新たに部屋を建てたくても融資を請け合ってくれる銀行も無く、知人に借りた資材置き場を仮の稽古場とし、弟子2人を当時の自宅であった2DKマンション内で過ごさせるなど厳しい状況にあった。半ば部屋運営を諦めていた頃、これで最後というつもりで訪ねた銀行の支店長が、学生相撲のファンであり、自身のことをよく知っていたので、支店長の厚意により融資を受けることが可能になった。
境川部屋からは大関・豪栄道豪太郎、関脇・妙義龍泰成、小結・岩木山竜太、前頭・豊響隆太、前頭・寶智山幸観などを育て上げ、親方としての手腕を発揮した。
部屋の師匠としては場所が終了した直後に次の場所に向けた稽古をさせ、番付発表後に稽古のペースを落とす方針。稽古は厳しいが体調不良の力士には無理をさせず、目配り・気配りを欠かさない。
一方で2010年に問題となった大相撲野球賭博問題に関しては、豪栄道・豊響が関与していた責任を取る形で、同年7月場所において謹慎処分を受けた。後年貴闘力は野球賭博で大負けした力士の借金を肩代わりした男気エピソードについて触れつつも「境川さんはギャンブルだけは嫌い!」と野球賭博問題は境川の体質によるものではないと断りを入れていた。

### 日本相撲協会理事として
中立を襲名していた時から審判委員を務めていたが、2012年2月25日には、同月13日に急逝した同門の田子ノ浦の後任として、巡業部から審判部に異動した（事実上の再任）。田子ノ浦とは大学、部屋において先輩・後輩の関係でもあった。
2016年1月29日の日本相撲協会理事選挙に立候補し初当選、3月30日の職務分掌で九州場所部長に就任した。
また理事就任以降、審判部長代理を4度務めている。1度目は2018年3月場所で、これは前年10月に現職の審判部長である二所ノ関が病で倒れ、部長代理を11月場所は伊勢ケ濱が、さらに翌年1月場所は出羽海がそれぞれ1場所ずつ務めていた流れで、臨時担当することになったものである。この3月場所では、千秋楽結びの一番である鶴竜力三郎-髙安晃戦での微妙な判定に物言いをつけ、取り直しの決定を下すなど審判部長として存在感を示した。2度目は2019年7月場所で、やはり現職であった阿武松が高血圧の治療に専念すべくこの場所を休場することになったためである。審判部長の不在はこの翌年3月まで続き、境川は2020年1月場所・3月場所にも代理を務めた。
2020年1月30日の役員候補選は定員を超過しなかったため2008年以来6期12年ぶりに無投票となり、境川を含む理事候補10人、副理事候補3人が全員当選。同年3月23日の評議員会で正式に理事として選任された。
2024年1月26日の役員候補選は定員を超過しなかったため3期連続で無投票となり、境川を含む理事候補10人、副理事候補3人が全員当選。同年3月25日の評議員会で理事就任が正式に承認された。

## エピソード
- 大学と部屋の後輩だった舞の海秀平が1997年9月27日に新高輪プリンスホテルで結婚披露宴を催した際には媒酌人を務め、堂々とした挨拶ぶりで話題となった。
- 2014年7月30日、豪栄道の大関昇進の使者を愛知県扶桑町の境川部屋宿舎に迎えた日は、奇しくも境川の52歳の誕生日と重なり、「めでたい日が巡り合わせで同じ日になって縁を感じます」と嬉しそうに話した[17]。
- 弟子に現役時代の番付を抜かれても「ラーメン1杯、コーヒー1杯ごちそうにならねえよ。えらそうなことが言えなくなるからな」と話した。豪栄道が大関昇進伝達式を迎えた日は前述の通り境川の52歳の誕生日でもあったが、関係者が境川のために誕生日ケーキを用意すると、豪栄道の出世を祝うことを優先して「いらん、やめろ!きょうは豪太郎の日や」と固辞した。このように、部屋の師匠として信念を持っている人物である[18][19]。
- 「先人を敬う気持ち」を大切にする人物でもある。部屋の旅行で訪れたサイパン島バンザイクリフでガムや落書きで汚されている慰霊碑を見たとたん、頭に血が上り「これを見て、日本人は誰も怒らないのか」と急遽旅行の日程を変更し、洗剤とブラシを買い込んで弟子と一緒に汗だくになりながら、きれいに磨き上げた経験がある。ロサンゼルス巡業で担当親方として米国に先乗りした際、土俵はまだできていないのに現地作業員がまともに働かずさっさと引き揚げようとしたときに全員を集めて「お前ら、日本は戦争には負けたけど、魂や精神まで負けた訳じゃないんだぞ」と怒鳴りつけ、さらに通訳にその内容を直訳するように求めるなどして猛抗議に徹した。他にも出撃していく特攻隊員が家族に宛てた手紙を、厳しい稽古が終わった後で弟子たちに聞かせることが何度もあった[20]。
- 2018年1月場所3日目、横綱審議委員会が苦言を呈していた白鵬の張り手・かち上げについて「白鵬は張って相手の顔を止めて、そこでヒジを狙っていくでしょ。だから批判される。これは本来のカチ上げではない。本来のカチ上げは立派な立ち合い。そこは勘違いされたくない」と明確に話した[21]。
- 日大の3年後輩の久島海とは彼が大学に入学した頃から親しくしていた。久島海が入部して間もない頃は、まるでボディーガード隊長のように記者から彼を守った。久島海が平幕止まりで現役を終えた事に対して「三役にも上げられなかったことが一番悔しい」と話していた[22]。
- 2020年6月10日早朝、境川部屋付近を流れる毛長川で女性が橋から転落し、一緒にいた女性が近くにある境川部屋へ救援を求めた。境川は力士約20人に救助に向かわせ、岸辺に流された女性を彼らが引き上げて救助した[23][24]。なお、助けた女性を気遣って境川本人は多くを語っていない[22]。
- 2021年5月場所4日目(12日)にNHK大相撲中継のラジオ解説に入り、3月場所の取組中に土俵上で頭部を強打して病院に搬送され、4月28日に急性呼吸不全で死去した弟子の三段目力士・響龍の闘病生活について初めて語った。「(幕下以下の力士は1場所の取組が7番であるため）3勝3敗で何が何でも勝ちたいという思いだった。一ヶ月の闘病だったが、つらい結果になってしまった」「最期は呼吸が自力でできなくなり、喉に穴を開けて機械を通しました。寝たきりで動かないと血栓ができるので、血液をサラサラにする薬を入れなければいけないけど、そうすると出血が止まらなくなる」と述べている[25]。医療スタッフはあの手この手を尽くしてくれたが、亡くなった日に容態が急変してしまったという。
- 部屋の師匠としては安易なテーピングを良しとしない方針で、2024年11月場所2日目のNHKテレビ中継の解説では腕をテーピングでグルグル巻きにした弟子の平戸海について「自分だけ痛いとかかゆいとかってみっともないですよ」と苦言を呈した[26]。

## 主な成績
- 通算成績：316勝313敗27休 勝率.502
- 幕内成績：217勝252敗11休 勝率.463
- 現役在位：48場所
- 幕内在位：32場所
- 三役在位：4場所（小結4場所）
- 三賞：2回
  - 殊勲賞：1回（1989年11月場所）
  - 敢闘賞：1回（1990年3月場所）
- 金星：3個（千代の富士3個）
- 各段優勝：十両優勝1回（1991年1月場所）

### 場所別成績
| | 一月場所 初場所（東京） | 三月場所 春場所（大阪） | 五月場所 夏場所（東京） | 七月場所 名古屋場所（愛知） | 九月場所 秋場所（東京） | 十一月場所 九州場所（福岡） |
| --- | ----------------------- | ----------------------- | ----------------------- | --------------------------- | ----------------------- | --------------------------- |
| 1985年 （昭和60年） | x                       | 幕下付出60枚目 2–5      | 東三段目24枚目 6–1      | 西幕下50枚目 6–1            | 東幕下25枚目 5–2        | 西幕下12枚目 5–2            |
| 1986年 （昭和61年） | 西幕下4枚目 6–1         | 西十両12枚目 6–9        | 東幕下4枚目 5–2         | 東十両13枚目 8–7            | 西十両9枚目 8–7         | 西十両7枚目 10–5            |
| 1987年 （昭和62年） | 東十両3枚目 10–5        | 西前頭12枚目 9–6        | 西前頭5枚目 8–7         | 西小結 6–9                  | 東前頭2枚目 5–10        | 東前頭8枚目 10–5            |
| 1988年 （昭和63年） | 東小結 5–10             | 西前頭2枚目 6–9         | 西前頭5枚目 8–7         | 東前頭筆頭 6–9              | 東前頭4枚目 9–6         | 東前頭筆頭 7–8              |
| 1989年 （平成元年） | 東前頭2枚目 6–9         | 東前頭5枚目 6–6–3       | 東前頭8枚目 8–7         | 東前頭4枚目 5–10            | 西前頭8枚目 9–6         | 東前頭3枚目 10–5 殊★        |
| 1990年 （平成2年） | 西小結 4–11             | 西前頭6枚目 11–4 敢★    | 東小結 6–9              | 東前頭3枚目 7–8 ★           | 東前頭4枚目 3–8–4       | 西前頭13枚目 2–13           |
| 1991年 （平成3年） | 東十両9枚目 優勝 12–3   | 東十両筆頭 9–6          | 西前頭15枚目 10–5       | 西前頭7枚目 7–8             | 西前頭9枚目 7–8         | 西前頭10枚目 10–5           |
| 1992年 （平成4年） | 西前頭3枚目 5–10        | 東前頭9枚目 4–11        | 東前頭16枚目 10–5       | 東前頭9枚目 6–5–4           | 西前頭11枚目 2–13       | 西十両7枚目 1–5–9           |
| 1993年 （平成5年） | 東幕下12枚目 引退 0–0–0 | x                       | x                       | x                           | x                       | x                           |
| 各欄の数字は、「勝ち-負け-休場」を示す。 優勝 引退 休場 十両 幕下 三賞：敢=敢闘賞、殊=殊勲賞、技=技能賞 その他：★=金星 番付階級：幕内 - 十両 - 幕下 - 三段目 - 序二段 - 序ノ口 幕内序列：横綱 - 大関 - 関脇 - 小結 - 前頭（「#数字」は各位内の序列） |                         |                         |                         |                             |                         |                             |

## 幕内対戦成績
| 力士名   | 勝数 | 負数 | 力士名   | 勝数 | 負数 | 力士名 | 勝数 | 負数  | 力士名     | 勝数 | 負数 |
| -------- | ---- | ---- | -------- | ---- | ---- | ------ | ---- | ----- | ---------- | ---- | ---- |
| 安芸ノ島 | 4    | 4(1) | 朝潮     | 3    | 6    | 旭里   | 0    | 1     | 旭富士     | 4    | 12   |
| 板井     | 5    | 3    | 恵那櫻   | 5    | 5    | 巨砲   | 7    | 5     | 大乃国     | 0    | 12   |
| 大若松   | 2(1) | 0    | 春日富士 | 7    | 3    | 北勝鬨 | 1    | 4     | 騏乃嵐     | 0    | 1    |
| 旭豪山   | 2    | 0    | 旭道山   | 4    | 3    | 鬼雷砲 | 2    | 1     | 霧島       | 7    | 7    |
| 起利錦   | 4    | 1    | 麒麟児   | 2    | 2    | 蔵間   | 1    | 0     | 剣晃       | 1    | 0    |
| 高望山   | 2    | 4    | 琴稲妻   | 5    | 4    | 琴ヶ梅 | 7    | 10    | 琴椿       | 2    | 5    |
| 琴錦     | 2    | 4    | 琴の若   | 2    | 3    | 琴富士 | 0    | 9     | 小錦       | 2    | 14   |
| 逆鉾     | 11   | 7    | 薩洲洋   | 9    | 1    | 陣岳   | 2    | 4     | 太寿山     | 2    | 3    |
| 大翔鳳   | 2    | 1    | 大翔山   | 2    | 4    | 大善   | 2    | 1     | 大徹       | 3    | 0    |
| 貴闘力   | 0    | 5    | 貴ノ浪   | 2    | 2    | 貴ノ嶺 | 1    | 0     | 貴花田     | 0    | 3    |
| 孝乃富士 | 10   | 4    | 隆三杉   | 7    | 4    | 多賀竜 | 2    | 3     | 大刀光     | 1    | 0    |
| 立洸     | 0    | 1    | 玉海力   | 1    | 1    | 玉龍   | 1    | 0     | 千代の富士 | 3    | 11   |
| 寺尾     | 9    | 10   | 闘竜     | 2    | 0    | 時津洋 | 1    | 1     | 栃司       | 6    | 1    |
| 栃乃和歌 | 6    | 7    | 巴富士   | 1    | 1    | 豊ノ海 | 7    | 3     | 浪ノ花     | 0    | 1    |
| 南海龍   | 3    | 0    | 花乃湖   | 1    | 3    | 花ノ国 | 3    | 3     | 富士乃真   | 4    | 2    |
| 双羽黒   | 1    | 1    | 北天佑   | 2    | 10   | 北勝海 | 2    | 10    | 前乃臻     | 0    | 1    |
| 益荒雄   | 2    | 1    | 三杉里   | 4    | 2    | 水戸泉 | 0    | 10(1) | 武蔵丸     | 1    | 0    |
| 若翔洋   | 1    | 1    | 若瀬川   | 8    | 1    | 若花田 | 0    | 2     | 和歌乃山   | 2    | 0    |

## 改名歴
- 小林山 秀昭（こばやしやま ひであき）：1985年3月場所 - 1987年1月場所
- 両国 秀昭（りょうごく - ）：1987年3月場所 - 1989年7月場所
- 両国 梶之助（ - かじのすけ）：1989年9月場所 - 1993年1月場所（引退）

## 年寄変遷
- 中立 梶之助（なかだち かじのすけ）：1992年12月 - 1993年2月
- 中立 秀昭（ - ひであき）：1993年2月 - 2001年12月
- 中立 嗣人（ - ひでと）：2001年12月 - 2003年2月
- 境川 豪章（さかいがわ ひであき）：2003年2月 -